# Hetereleotris
Hetereleotris – rodzaj ryb z rodziny babkowatych.

## Klasyfikacja
Gatunki zaliczane do tego rodzaju:
| - Hetereleotris apora - Hetereleotris bipunctata - Hetereleotris caminata - Hetereleotris diademata - Hetereleotris exilis - Hetereleotris georgegilli - Hetereleotris kenyae - Hetereleotris margaretae | - Hetereleotris nebulofasciata - Hetereleotris poecila - Hetereleotris tentaculata - Hetereleotris vinsoni - Hetereleotris vulgaris - Hetereleotris zanzibarensis - Hetereleotris zonata |